# Brugnens
Brugnens település Franciaországban, Gers megyében. Lakosainak száma 255 fő (2022. január 1.). Brugnens Bajonnette, Cadeilhan, Céran, Fleurance, Goutz, Saint-Léonard és Urdens községekkel határos.

## Népesség
A település népességének változása:
| Lakosok száma | 251  | 231  | 244  | 256  | 259  | 258  | 256  | 253  | 253  | 255  |
|               | 1968 | 1982 | 1990 | 2006 | 2013 | 2015 | 2017 | 2019 | 2020 | 2022 |